# Command & Conquer: Tiberian Sun
Command & Conquer 2: Tiberian Sun è un videogioco della serie Command & Conquer, seguito di Command & Conquer: Tiberian Dawn e predecessore di Command & Conquer 3: Tiberium Wars. Le atmosfere sono molto più cupe e fanno la loro comparsa unità avanzatissime come commando cyborg e tetrapodi da battaglia.

## Trama
Diversi anni dopo le vicende del titolo precedente, il mondo è in rovina: il Tiberium continua a crescere incontrollato, sottraendo terreni fertili alle popolazioni umane che devono così arretrare verso regioni desertiche o artiche per sopravvivere. L'utilizzo del cannone a ioni ha saturato l'atmosfera terrestre e sporadiche tempeste ioniche sature di fulmini potentissimi polverizzano le strutture al suolo. Molti individui sono rimasti vittime di mutazioni e vivono ora in comunità isolate, diffidenti verso tutti e temuti dalla popolazione "sana".
La Global Defense Initiative è ormai l'ente politico e militare più potente al mondo, dotato di tecnologie molto avanzate con le quali cerca di arginare il pericolo rappresentato dal Tiberium e di tenere sotto controllo i civili sempre più scontenti. Nonostante la vittoria contro la minaccia terrorista rappresentata un tempo dalla Fratellanza di Nod, in molte località del mondo il malumore verso la GDI, accusata di non aver saputo rimediare alla catastrofe ambientale e di riservare le poche aree abitabili solo per le nazioni più ricche, continua a crescere, e gli stessi Nod continuano ad esistere e a reclutare proseliti fra le proprie file, nonostante con la morte di Kane avvenuta decenni prima la setta si sia divisa in più fazioni.

## Modalità di gioco
Nel ruolo della GDI, il giocatore dovrà sconfiggere nuovamente i redivivi Nod, inaspettatamente riunitisi in condizioni misteriose che non tarderanno a chiarirsi.
Nel ruolo dei Nod, il giocatore dovrà sopprimere la divisione interna e volgere le proprie truppe riunite contro la GDI, cercando di abbattere la stazione orbitale Philadelphia (fulcro gestionale e simbolo del potere della GDI) per mostrare la propria forza e porsi alla guida di un mondo che, nell'etica della setta, deve accettare le potenzialità offerte dalle mutazioni del tiberium in nome dell'evoluzione umana.
In entrambi i casi farà la sua comparsa un personaggio del gioco precedente che rivestirà un ruolo fondamentale nella trama, e la cui presenza sarà spiegata nell'espansione Firestorm.
Nel gioco sono presenti anche unità mutanti: sono i Dimenticati, cittadini che a causa delle mutazioni genetiche del Tiberium, pur riuscendo a sopravvivere, sono diventati dei reietti della società e vivono ai margini della stessa, ma non rappresentano una terza fazione giocabile. Consistono principalmente in alcune unità speciali controllabili in alcune missioni, come dei fanti relativamente coriacei o degli strani "cani-tiberium" che attaccano a distanza.
In una missione inoltre si scoprirà il relitto di una nave aliena, preambolo a Command & Conquer 3.